# Tony Awards 2006
Die Verleihung des Tony Award 2006 fand am 11. Juni 2006 in der Radio City Music Hall in New York statt. Es waren die 60th Annual American Theatre Wing's Tony Awards. Im Jahr der Auszeichnung werden immer Theaterstücke/Musicals der vergangenen Saison ausgezeichnet, in diesem Fall also von 2005/2006.

## Gewinner und Nominierte

### Theaterstücke
| Meiste Tonys         | The History Boys (6 Tonys)        |
| Meiste Nominierungen | Awake and Sing! (8 Nominierungen) |

| Kategorie                                | Preisträger | Theaterstück     | Nominierungen |
| ---------------------------------------- | --- | ---------------- | --- |
| Bestes Theaterstück                      | Autor:Alan Bennett Produzenten: Boyett Ostar Productions, Roger Berlind, Debra Black, Eric Falkenstein, Roy Furman, Jam Theatricals, Stephanie P. McClelland, Judith Resnick, Scott Rudin, Jon Avnet/Ralph Guild, Dede Harris/Mort Swinsky, The National Theatre of Great Britain | The History Boys | The Lieutenant of Inishmore von Martin McDonagh Rabbit Hole von David Lindsay-Abaire Shining City von Conor McPherson                                      |
| Beste Wiederaufnahme eines Theaterstücks | | Awake and Sing!  | The Constant Wife Seascape Faith Healer |
| Bester Hauptdarsteller                   | Richard Griffiths | The History Boys | Ralph Fiennes für Faith Healer Željko Ivanek für The Caine Mutiny Court-Martial Oliver Platt für Shining City David Wilmot für The Lieutenant of Inishmore |
| Beste Hauptdarstellerin                  | Cynthia Nixon | Rabbit Hole      | Kate Burton für The Constant Wife Judy Kaye für Souvenir Lisa Kron für Well Lynn Redgrave für The Constant Wife                                            |
| Bester Nebendarsteller                   | Ian McDiarmid | Faith Healer     | Samuel Barnett für The History Boys Domhnall Gleeson für The Lieutenant of Inishmore Mark Ruffalo für Awake and Sing! Pablo Schreiber für Awake and Sing!  |
| Beste Nebendarstellerin                  | Frances de la Tour | The History Boys | Tyne Daly für Rabbit Hole Jayne Houdyshell für Well Alison Pill für The Lieutenant of Inishmore Zoë Wanamaker für Awake and Sing!                          |
| Beste Theaterregie                       | Nicholas Hytner | The History Boys | Wilson Milam für The Lieutenant of Inishmore Bartlett Sher für Awake and Sing! Daniel Sullivan für Rabbit Hole                                             |
| Bestes Bühnenbild                        | Bob Crowley | The History Boys | John Lee Beatty für Rabbit Hole Santo Loquasto für Three Days of Rain Michael Yeargan für Awake and Sing!                                                  |
| Beste Kostüme                            | Catherine Zuber | Awake and Sing!  | Michael Krass für The Constant Wife Santo Loquasto für A Touch of the Poet Catherine Zuber für Seascape                                                    |
| Bestes Lichtdesign                       | Mark Henderson | The History Boys | Christopher Akerlind für Awake and Sing! Paul Gallo für Three Days of Rain Mark Henderson für Faith Healer                                                 |
| Tony Honors for Excellence in Theatre    | BMI Lehman Engel Musical Theatre Workshop |                  | |
| Tony Honors for Excellence in Theatre    | Forbidden Broadway und Gerard Alessandrini |                  | |
| Tony Honors for Excellence in Theatre    | Samuel Liff |                  | |
| Tony Honors for Excellence in Theatre    | Ellen Stewart |                  | |
| Special Tony Award                       | Harold Prince (Lebenswerk) |                  | |
| Special Tony Award                       | Sarah Jones |                  | |
| Regional Theatre Tony Award              | Intiman Theatre |                  | |

### Musicals
| Meiste Tonys (Musical)         | The Drowsy Chaperone (5 Tonys)          |
| Meiste Nominierungen (Musical) | The Drowsy Chaperone (13 Nominierungen) |

| Kategorie                           | Preisträger                                  | Musical              | Nominierungen |
| ----------------------------------- | -------------------------------------------- | -------------------- | --- |
| Bestes Musical                      |                                              | Jersey Boys          | The Color Purple The Drowsy Chaperone The Wedding Singer |
| Bestes Musicallibretto              | Bob Martin und Don McKellar                  | The Drowsy Chaperone | Chad Beguelin und Tim Herlihy für The Wedding Singer Marshall Brickman und Rick Elice für Jersey Boys Marsha Norman für The Color Purple                                                                                        |
| Beste Originalmusik                 | Musik & Text: Lisa Lambert und Greg Morrison | The Drowsy Chaperone | Musik & Text: Brenda Russell, Stephen Bray und Allee Willis für The Color Purple Musik & Text: Matthew Sklar und Chad Beguelin für The Wedding Singer Musik & Text: Andrew Lloyd Webber und David Zippel für The Woman in White |
| Beste Wiederaufnahme eines Musicals |                                              | The Pajama Game      | Sweeney Todd The Threepenny Opera |
| Bester Hauptdarsteller              | John Lloyd Young                             | Jersey Boys          | Michael Cerveris für Sweeney Todd Harry Connick für The Pajama Game Stephen Lynch für The Wedding Singer Bob Martin für The Drowsy Chaperone                                                                                    |
| Beste Hauptdarstellerin             | LaChanze                                     | The Color Purple     | Sutton Foster für The Drowsy Chaperone Patti LuPone für Sweeney Todd Kelli O’Hara für The Pajama Game Chita Rivera für Chita Rivera: The Dancer's Life                                                                          |
| Bester Nebendarsteller              | Christian Hoff                               | Jersey Boys          | Danny Burstein für The Drowsy Chaperone Jim Dale für The Threepenny Opera Brandon Victor Dixon für The Color Purple Manoel Felciano für Sweeney Todd                                                                            |
| Beste Nebendarstellerin             | Beth Leavel                                  | The Drowsy Chaperone | Carolee Carmello für Lestat Felicia P. Fields für The Color Purple Megan Lawrence für The Pajama Game Elisabeth Withers-Mendes für The Color Purple                                                                             |
| Beste Musicalregie                  | John Doyle                                   | Sweeney Todd         | Kathleen Marshall für The Pajama Game Des McAnuff für Jersey Boys Casey Nicholaw für The Drowsy Chaperone |
| Beste Choreographie                 | Kathleen Marshall                            | The Pajama Game      | Rob Ashford für The Wedding Singer Donald Byrd für The Color Purple Casey Nicholaw für The Drowsy Chaperone |
| Beste Orchestrierung                | Sarah Travis                                 | Sweeney Todd         | Larry Blank für The Drowsy Chaperone Dick Lieb und Danny Troob für The Pajama Game Steve Orich für Jersey Boys |
| Bestes Bühnenbild                   | David Gallo                                  | The Drowsy Chaperone | John Lee Beatty für The Color Purple Derek McLane für The Pajama Game Klara Zieglerova für Jersey Boys |
| Beste Kostüme                       | Gregg Barnes                                 | The Drowsy Chaperone | Susan Hilferty für Lestat Martin Pakledinaz für The Pajama Game Paul Tazewell für The Color Purple |
| Bestes Lichtdesign                  | Howell Binkley                               | Jersey Boys          | Ken Billington und Brian Monahan für The Drowsy Chaperone Natasha Katz für Tarzan Brian MacDevitt für The Color Purple |